# Karabašský chanát
Karabašský chanát (persky خانات قره‌باغ, Khānāt-e Qarabāgh) byl chanát na historickém území Náhorního Karabachu, který byl nejprve pod íránskou a později ruskou kontrolou. Existoval v letech 1748–1822. Jeho území dnes připadá zčásti Arménii a zčásti Ázerbájdžánu. Chanát ovládal turkický klan Džavanšírů. Úředním jazykem byla perština.

## Dějiny
Zakladatelem chanátu byl Panach Alí chán, který v roce 1747 využil nepokojů, které vypukly v Persii po zavraždění šáha Nádir Šáha a zmocnil se celého Karabachu, s výjimkou pěti arménských melikátů Chamsy (známých také jako karabašská knížectví). Následujícího roku deklaroval svou věrnost synovi a nástupci Nádira Ádil Šáhovi, který novou situaci oficiálně posvětil a jmenováním Panacha Ali chánem založil karabašský chanát. Panach Alí pak zahájil éru rozkvětu, která je patrná zejména na stavební činností (hrady Bajat, Šahbulak a Panahabad, později znám jako Šušská pevnost). Podrobil si také čtyři z pěti arménských melikátů, za pomoci svého nového spojence Šahnazara II., arménského melika z Varandy (který je tak v arménských dějinách považován ze jednu z nejkontroverznějších osobností). V roce 1762 Panach Alí uznal autoritu nové perské dynastie Zandů, nový vládce Mohamad Karím chán Zand však důvěrou v Panacha nepřekypoval, vzal ho jako rukojmí do Šírázu a novým chánem jmenoval jeho syna Ibrahima Chálila.
Po smrti Kárima v roce 1779 se Ibrahim Chálil pokusil posílit svou autonomii tím, že se spojil s gruzínským králem Erekle II. a navázal přes něj i kontakt s Ruskou říší, dokonce se jí krátce podřídil. Za to ho roku 1797 ztrestal nový perský šáh Agá Muhammad Chán vojenskou výpravou, jíž ho vyhnal z Karabachu. Po zavraždění Agá Muhammada Chána v Šuše ve stejném roce Ibrahim Chálil obnovil svou autoritu v Karabachu. Navíc navázal přátelské vztahy s novým šáhem Fát Alí Šáhem, který se oženil s jeho dcerou a potvrdil ho jako chána Karabachu. Jejich vztahy se však zhoršily poté, co Ibrahim Chálil nebyl ochoten pomoci kádžárovskému vládci Gjandžského chanátu Džavádu Chánovi při ruskému obléhání Gjandži v roce 1804. Ibrahim Chálil tak přeběhl k Rusům a v květnu 1805 podepsal Kurekčajskou smlouvu, která poskytla Rusku plnou moc nad zahraniční politikou Karabachu. Kvůli smrti svého nejstaršího syna a dědice, i kvůli tomu, že pochopil, že Rusové nemají vůli mu pomoci proti velké íránské armádě, která se blížila, Ibrahím znovu vyměnil strany a rozhodl se podvolit Peršanům. Fát Alí mu za jeho zradu udělil milost. Krátce poté byl Ibrahim zavražděn skupinou ruských vojáků.
Rusové následně potvrdili jako nového vládce Ibrahimova syna Mehdi Koli chána, ačkoli skutečnou moc si podrželi ve vlastních rukách. Podpisem Gulistánské dohody v roce 1813 Írán oficiálně postoupil většinu svých kavkazských držav, včetně Karabašského chanátu, Rusku. V roce 1822 ruský generál Alexej Petrovič Jermolov nařídil byť jen formální autonomii všech chanátů zrušit a i Karabašský chanát tak zcela zanikl. Mehdi Koli chán poté uprchl do Íránu.